# Campionat Sud-americà de futbol de 1919
El Campionat sud-americà de futbol de 1919 fou la tercera edició del Campionat sud-americà i es disputà a Rio de Janeiro, Brasil entre l'11 de maig i el 29 de maig de 1919.

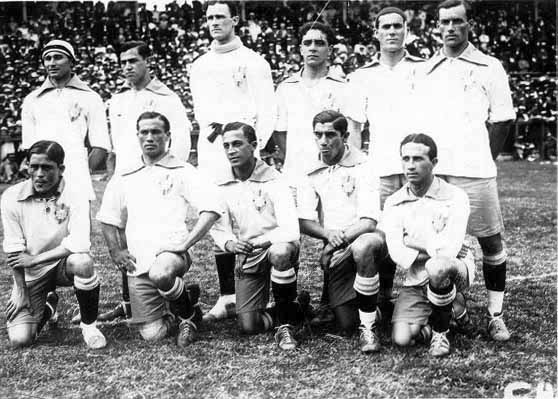
Equip del Brasil guanyador del campionat.

Les seleccions que hi prengueren part foren Brasil, Argentina, Xile i Uruguai.
Després de finalitzar empatats, el Brasil derrotà l'Uruguai en el desempat. La pròrroga consistí en quatre períodes de 15 minuts cadascun.
En el partit davant Xile, el porter uruguaià Roberto Chery morí a la gespa.

## Format
Tots els equips van competir entre ells en un sol grup. Es van concedir dos punts per una victòria, una per a un empat i zero per una derrota. Si hi hagués un empat de punts a la part superior de la classificació, es disputaria un partit de desempat per determinar el campió.

## Estadis
| Rio de Janeiro          |
| ----------------------- |
| Estádio das Laranjeiras |
| Capacitat: 20.000       |
|                         |

## Ronda final
| Equip     | PJ | PG | PE | PP | GF | GC | DG  | Pts |
| --------- | -- | -- | -- | -- | -- | -- | --- | --- |
| Brasil    | 3  | 2  | 1  | 0  | 11 | 3  | +8  | 5   |
| Uruguai   | 3  | 2  | 1  | 0  | 7  | 4  | +3  | 5   |
| Argentina | 3  | 1  | 0  | 2  | 7  | 7  | 0   | 2   |
| Xile      | 3  | 0  | 0  | 3  | 1  | 12 | −11 | 0   |

| Brasil                                                   | 6–0 | Xile |
| -------------------------------------------------------- | --- | ---- |
| Friedenreich 19', 38', 76' · Neco 21', 83' · Haroldo 79' |     |      |

| Argentina                         | 2–3 | Uruguai                                      |
| --------------------------------- | --- | -------------------------------------------- |
| Izaguirre 34' · Varela 79' (p.p.) |     | C. Scarone 19' · H. Scarone 23' · Gradín 85' |

| Uruguai                       | 2–0 | Xile |
| ----------------------------- | --- | ---- |
| C. Scarone 31' · J. Pérez 43' |     |      |

| Brasil                                | 3–1 | Argentina     |
| ------------------------------------- | --- | ------------- |
| Héitor 22' · Amílcar 57' · Millón 77' |     | Izaguirre 65' |

| Argentina                             | 4–1 | Xile       |
| ------------------------------------- | --- | ---------- |
| Clarcke 10', 23', 62' · Izaguirre 13' |     | France 33' |

| Uruguai                     | 2–2 | Brasil        |
| --------------------------- | --- | ------------- |
| Gradín 13' · C. Scarone 17' |     | Neco 29', 63' |

### Desempat
| Brasil            | 1–0 (pr.)* | Uruguai |
| ----------------- | ---------- | ------- |
| Friedenreich 122' |            |         |

| P           |  | Marcos           |
| D           |  | Pindaro          |
| D           |  | Bianco           |
| C           |  | Sérgio           |
| C           |  | Fortes           |
| A           |  | Amílcar          |
| A           |  | Millon           |
| A           |  | Neco             |
| A           |  | Friedenreich     |
| A           |  | Heitor Dominguez |
| A           |  | Arnaldo          |
| Entrenador: |  |                  |
| Haroldo     |  |                  |

| P                 |  | Cayetano Saporiti |
| D                 |  | Manuel Varela     |
| D                 |  | Alfredo Foglino   |
| D                 |  | Rogelio Naguil    |
| D                 |  | Alfredo Zibechi   |
| C                 |  | José Vanzzino     |
| C                 |  | José Pérez        |
| A                 |  | Héctor Scarone    |
| A                 |  | Ángel Romano      |
| A                 |  | Isabelino Gradín  |
| A                 |  | Rodolfo Marán     |
| Entrenador:       |  |                   |
| Severino Castillo |  |                   |

(*) "Es van jugar quatre parts de 15 minuts cada una. Això va fer que el partit fos de 150 minuts, el més llarg de la història del torneig.

## Resultat
| Campionat Sud-americà 1919 |
| -------------------------- |
|                            |
| Brasil Primer títol        |

## Golejadors
4 gols
- Arthur Friedenreich
- Neco

3 gols
- Edwin Clarcke
- Carlos Izaguirre
- Carlos Scarone

2 gols
- Isabelino Gradín

1 gol
- Amílcar Barbuy
- Haroldo Domingues
- Héitor Domingues
- Adolpho Millón Junior
- Alfredo France
- José Pérez
- Héctor Scarone

Pròpia porta
- Manuel Varela (per Argentina)